# Geneva (Nebraska)
Geneva es una ciudad ubicada en el condado de Fillmore en el estado estadounidense de Nebraska. En el Censo de 2010 tenía una población de 2217 habitantes y una densidad poblacional de 419,19 personas por km².

## Geografía
Geneva se encuentra ubicada en las coordenadas 40°31′46″N 97°35′57″O / 40.52944, -97.59917. Según la Oficina del Censo de los Estados Unidos, Geneva tiene una superficie total de 5.29 km², de la cual 5.29 km² corresponden a tierra firme y (0%) 0 km² es agua.

## Demografía
Según el censo de 2010, había 2217 personas residiendo en Geneva. La densidad de población era de 419,19 hab./km². De los 2217 habitantes, Geneva estaba compuesto por el 95.9% blancos, el 1.26% eran afroamericanos, el 0.9% eran amerindios, el 0.05% eran asiáticos, el 0% eran isleños del Pacífico, el 0.68% eran de otras razas y el 1.22% pertenecían a dos o más razas. Del total de la población el 3.11% eran hispanos o latinos de cualquier raza.